# Custards
Custards es un área no incorporada ubicada en el condado de Crawford en el estado estadounidense de Pensilvania.

## Geografía
Custards se encuentra ubicada en las coordenadas 41°31′49″N 80°09′33″O / 41.53028, -80.15917.